# Aoyama (Unternehmen)
Aoyama Harp kabushiki-gaisha (japanisch: 青山ハープ株式会社) ist ein japanischer Hersteller von Konzert- und Hakenharfen. Das 1897 gegründete Unternehmen begann in den 1960er Jahren mit dem Bau von Hakenharfen und einige Jahre später auch mit der Konstruktion von Pedalharfen. Aoyama ist der einzige Harfenhersteller in Japan.